# Pogonomyrmex colei
Pogonomyrmex colei är en myrart som beskrevs av Roy R. Snelling 1982. Pogonomyrmex colei ingår i släktet Pogonomyrmex och familjen myror. IUCN kategoriserar arten globalt som sårbar. Inga underarter finns listade i Catalogue of Life.

## Bildgalleri

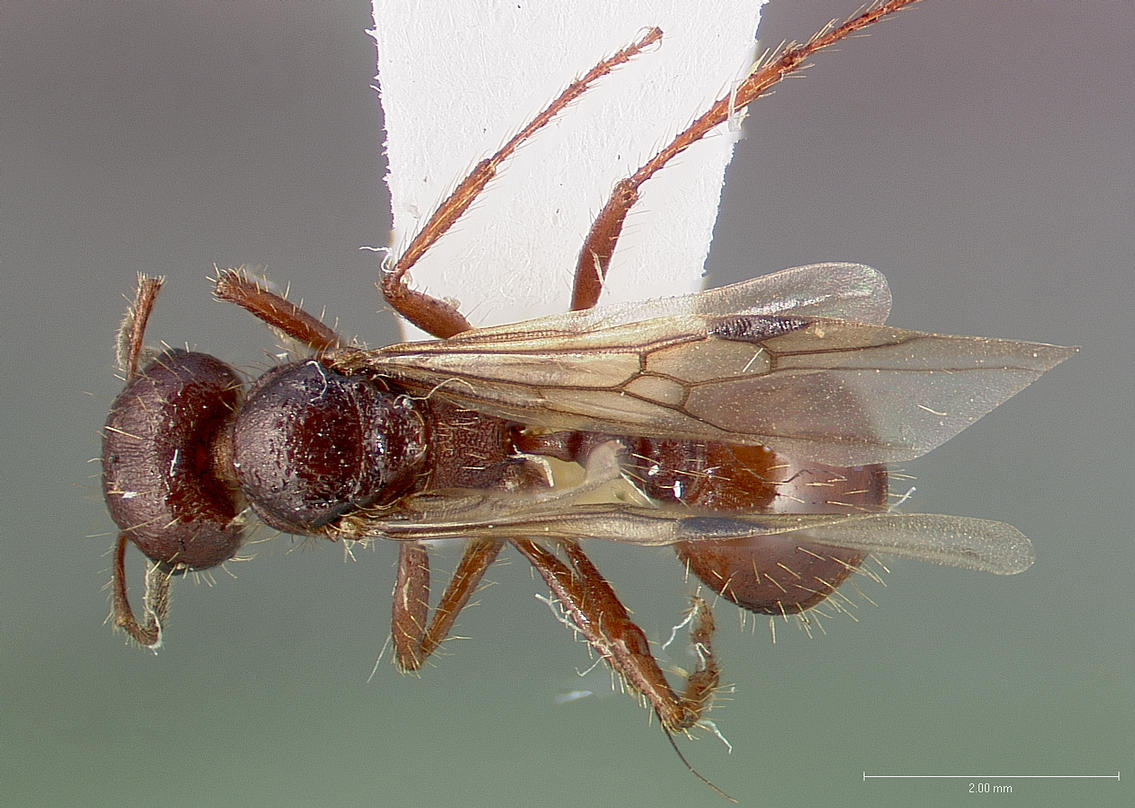
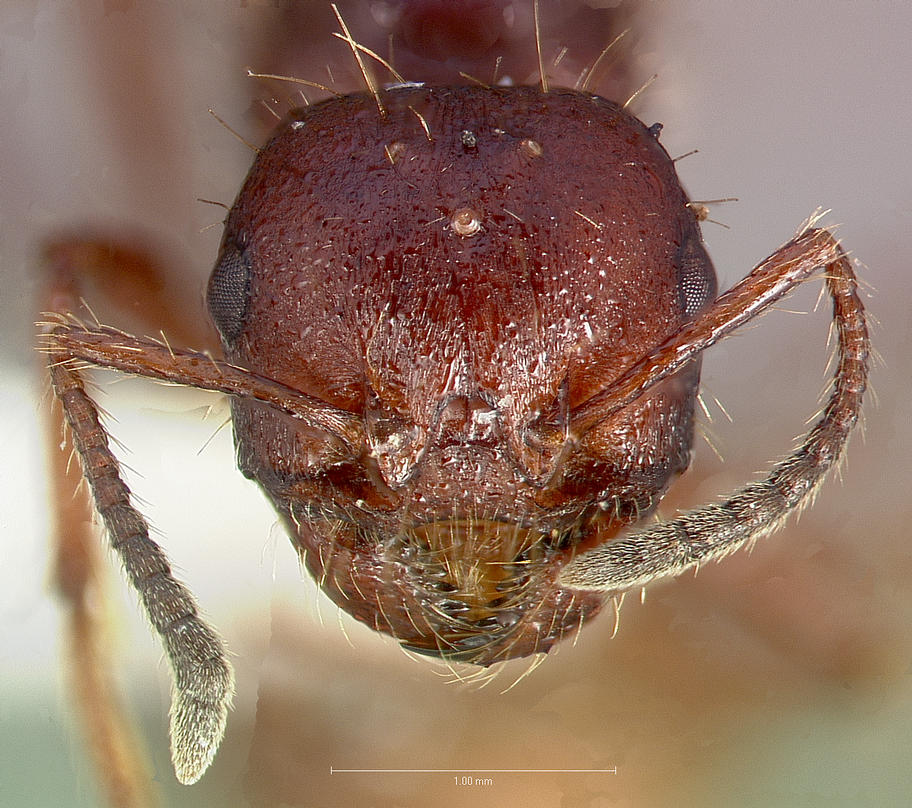
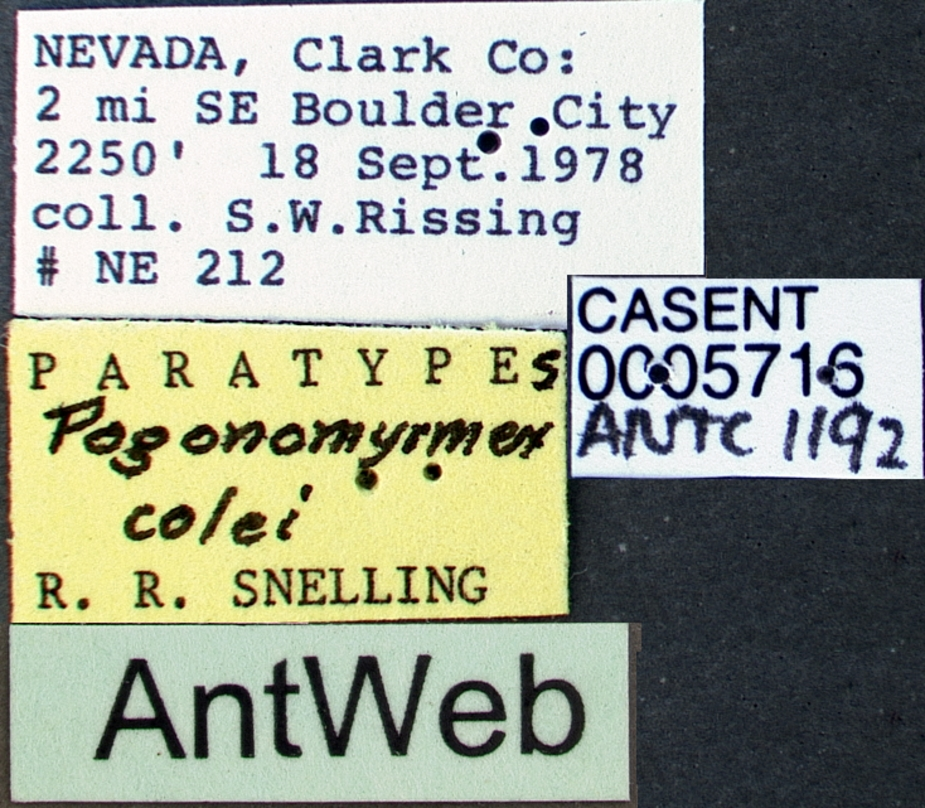